# Хватова, Елена Михайловна
Елена Михайловна Хватова (11 апреля 1925 — 11 сентября 2014) — советский и российский учёный-биохимик, профессор кафедры биохимии Нижегородской медицинской академии. Заслуженный деятель науки РСФСР (1986).

## Биография
Родилась в г. Киров. Окончила Горьковский медицинский институт (1948) по специальности «лечебное дело».
Доктор медицинских наук (1968), тема диссертации «Энергетический обмен мозга в условиях искусственной гипотермии и в период восстановления температуры тела».
Профессор с 1968, зав. кафедрой биохимии им. Г. Я. Городисской Горьковского медицинского института в 1969—1990.
Заслуженный деятель науки РСФСР (1986), Заслуженный профессор НГМА (2005).

## Научная деятельность
Область научных исследований — состояние обменных процессов и свойства ферментов энергетического обмена мозга в условиях кислородного голодания.

### Научные труды
Автор 250 научных работ (в том числе 20 — в зарубежной печати), 19 авторских свидетельств и 1 патента РФ на изобретение.
Книги:
- Биохимия гипоксии. Елена Михайловна Хватова, Горьковский государственный медицинский институт им. С. М. Кирова, 1975 — Всего страниц: 178
- Нуклеотиды мозга: метаболизм и оценка при кислородном голодании. Елена Михайловна Хватова, Александра Николаевна Сидоркина, Гали Владимировна Миронова. «Медицина», 1987 — Всего страниц: 204